# Na Průhonu (Dolnooharská tabule)
Na Průhonu (212 m n. m.) je kopec v okrese Litoměřice Ústeckého kraje. Leží asi 1 km ssv. od obce Bechlín na jejím katastrálním území. Je to nejvyšší vrchol Roudnické brány, příp. i Terezínské kotliny.
Kopec má dva vrcholy, severní a jižní. Na mapách je vrcholová kóta umístěna u severního, jižní vrchol je však vyšší. Na jižním vrcholu stojí soukromý objekt.

## Geomorfologické zařazení
Geomorfologicky kopec náleží do celku Dolnooharská tabule, podcelku Terezínská kotlina, okrsku Roudnická brána a podokrsku Račické terasy.